# بیگنونا
بیگنونا (به لاتین: Bignona Department) یک منطقهٔ مسکونی در سنگال است که در منطقه زیگینچور واقع شده‌است. بیگنونا ۵٬۲۹۵ کیلومتر مربع مساحت و ۲۵۲٬۵۵۴ نفر جمعیت دارد.